# Будь найкращим

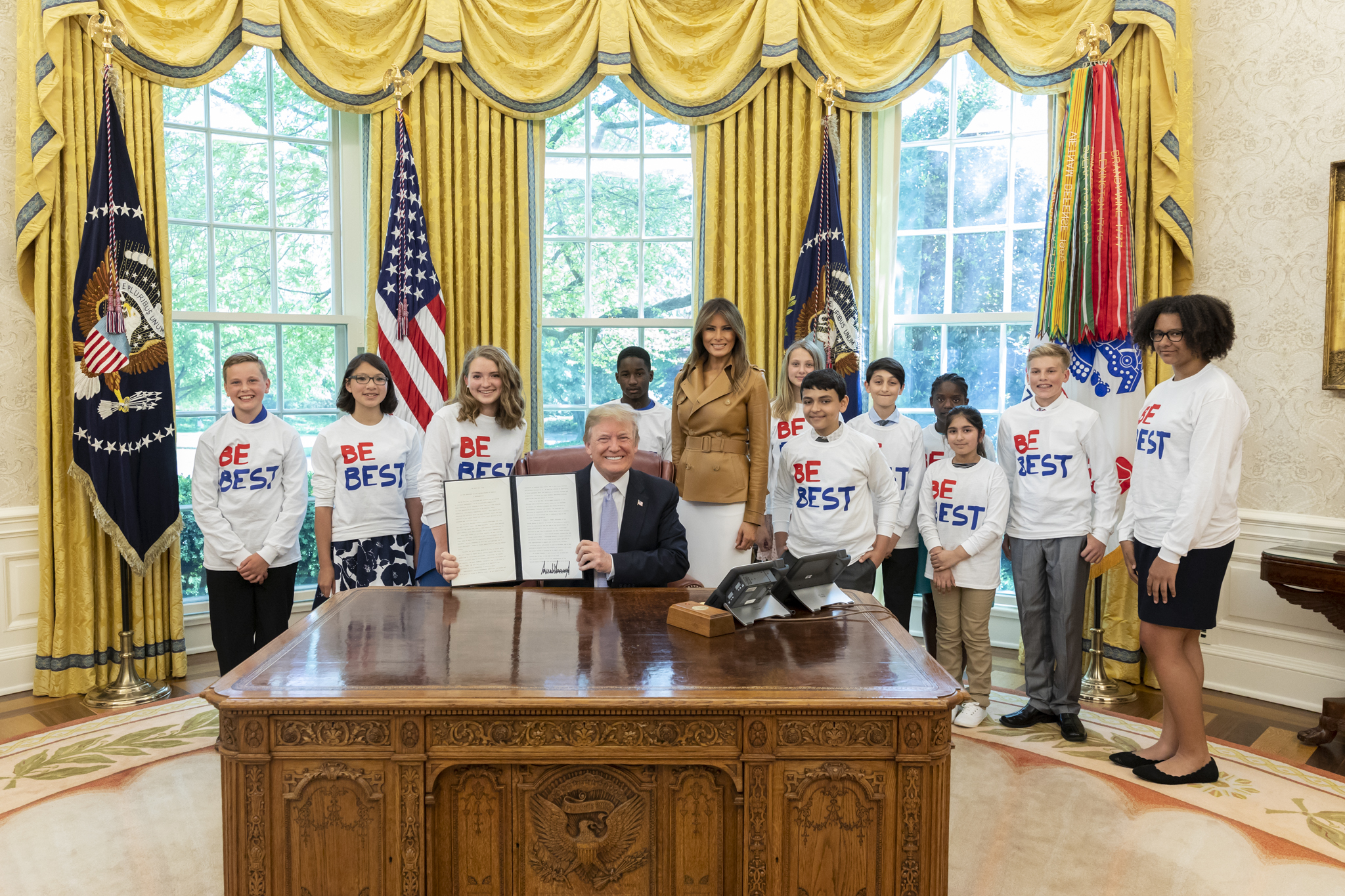
Дональд і Меланія Трамп в Овальному кабінеті під час анонсу майбутньої кампанії першої пані США

Будь найкращим (англ. Be Best ) — кампанія, що просувалася Меланією Трамп, колишньою першої пані Сполучених Штатів, яка приділяла особливу увагу підлітковим проблемам, особливо кібербулінгу.
7 травня 2018 перша пані Меланія Трамп офіційно представила кампанію громадськості. Після її виступу в Трояндовому саду Білого дому Дональд Трамп підписав декларацію, в якій приурочив день 7 травня до дня старту кампанії. На відміну від ініціатив попередніх перших пані (таких як «Let's Move!» Мішель Обами або «Просто скажи «ні»» Ненсі Рейган ), «Be Best» передбачала ширше охоплення соціальних проблем. Кампанія була спрямована на фізичне та емоційне благополуччя, а також виступала проти кібербулінгу та залежності від опіоїдів.
20 серпня 2018 Меланія виступила на форумі, присвяченому проблемам кібербулінгу.
Протягом першого року реалізації ініціативи вона неодноразово просувала «Be Best» особисто на заходах в Оклахомі, Вашингтоні та Неваді. Меланія була промоутером кампанії у своїх закордонних поїздках до Гани, Малаві, Кенії та Єгипту.